# Musikjahr 1733
Liste der Musikjahre

◄◄ | ◄ | 1729 | 1730 | 1731 | 1732 | Musikjahr 1733 | 1734 | 1735 | 1736 | 1737 | ► | ►►

Weitere Ereignisse
Dieser Artikel behandelt das Musikjahr 1733.

## Ereignisse

### Johann Sebastian Bach
- Johann Sebastian Bach ist seit dem 30. Mai 1723 Thomaskantor und musikalischer Leiter der Thomaskirche in Leipzig. Außerdem hat er 1729 die Leitung des 1701 von Georg Philipp Telemann gegründeten Collegium musicum übernommen. Durch die zusätzliche Leitung des Kollegiums erweitert er seine Wirkungsmöglichkeiten im Leipziger Musikleben beträchtlich. Mit diesem studentischen Ensemble führt er deutsche und italienische Instrumental- und Vokalmusik auf, darunter seine eigenen in Weimar und Köthen entstandenen Konzerte, die er später auch zu Cembalokonzerten mit bis zu vier Solisten umarbeiten wird. Die Konzerte finden ein- bis zweimal pro Woche im Zimmermannischen Caffee-Hauß (1943 kriegszerstört) oder im dazugehörigen Garten statt.
- 15. Februar bis 2. Juli: Aus Landestrauer nach dem Tod von Kurfürst Friedrich August I. darf im gesamten Kurfürstentum Sachsen keine Musik aufgeführt werden. Johann Sebastian Bach komponiert in dieser Zeit die zweisätzige Missa in h-Moll, mit der er sich bei Friedrich August II. um den Titel Compositeur bei der Hof Capelle bewirbt.
- 03. August: Anlässlich des Namenstages von August III. führt Bach seine Kantate Frohes Volk, vergnügte Sachsen (BWV Anh. 12) erstmals auf.
- 05. September: Anlässlich das Geburtstages von Kurprinz Friedrich Christian leitet Johann Sebastian Bach die Uraufführung seiner Kantate Laßt uns sorgen, laßt uns wachen in Leipzig.
- 08. Dezember: Johann Sebastian Bachs Kantate Tönet, ihr Pauken! Erschallet, Trompeten! wird als Glückwunschkantate anlässlich des Geburtstags der Maria Josepha, Kurfürstin von Sachsen und Königin von Polen, mit dem Untertitel Dramma per musica in Leipzig uraufgeführt.
- Johann Sebastian Bach wird zum siebzehnten Mal Vater. Das zehnte gemeinsame Kind mit seiner zweiten Frau Anna Magdalena Bach, Johann August Abraham wird geboren und stirbt noch im gleichen Jahr. Auch ihre 1728 geborene Tochter Regina Johanna stirbt. In den Jahren 1726 bis 1733 sterben somit in der Familie sieben kleine Kinder, ein Sohn (Gottfried Heinrich) ist geistig behindert. Im Jahr 1728 starb auch 51-jährig Bachs letzte noch lebende Schwester Maria Salome. Einige Bach-Biografen vermuten, dass Bach durch diese Schicksalsschläge in den folgenden Jahren in eine Schaffenskrise geraten ist.

### Georg Friedrich Händel
- Georg Friedrich Händel, der 1729 gemeinsam mit Johann Jacob Heidegger die „zweite Opernakademie“ gegründet hat, ist musikalischer Direktor dieser Nachfolgeorganisation der Royal Academy of Music.
- Händel wohnt seit Juli/August 1723 in London in der 25 Brook Street und bewohnt hier bis zu seinem Tod im Jahr 1759 zwei Stockwerke. Nahezu alle Werke, die seit 1723 entstehen, werden in diesem Haus komponiert. Auch die Vorbereitungen der Aufführungen finden oft im Händelschen Dining Room statt.
- 27. Januar: Georg Friedrich Händels Oper Orlando hat ihre Uraufführung am King’s Theatre am Haymarket in London. Das Libretto, dessen Urheber unbekannt ist, basiert auf dem Epos Orlando furioso von Ludovico Ariosto. Die Hauptrollen singen Senesino, Anna Maria Strada, Francesca Bertolli und Antonio Montagnana. Das Werk ist ein Erfolg, wird aber nach zehn Aufführungen abgesetzt und bis ins 20. Jahrhundert nicht mehr gespielt.
- 21. Februar: Das Oratorium Deborah von Georg Friedrich Händel mit einem Libretto von Samuel Humphreys hat ihre Uraufführung am King’s Theatre am Haymarket in London. Das Werk ist beim Publikum beliebt, jedoch finanziell nur mäßig erfolgreich.
- 10. Juli: Die Uraufführung des Oratoriums Athalia von Georg Friedrich Händel findet am Sheldonian Theatre in Oxford statt. Das Libretto stammt von Samuel Humphreys. Es ist inspiriert von der Tragödie Athalie, die Jean Racine 1691 gedichtet hat.
- 30. Oktober: Georg Friedrich Händels Bearbeitung von Leonardo Vincis Oper Semiramide riconosciuta auf das Libretto von Pietro Metastasio wird am King’s Theatre am Londoner Haymarket uraufgeführt. Das Pasticcio, das Händel mit einer nahezu völlig neuen Besetzung aufführen muss, wird ein Flop.
- 04. Dezember: Auch Caio Fabbricio, Händels auf Johann Adolf Hasses gleichnamiger Oper basierendem zweiten Pasticcio, ist kein Erfolg beschieden. Giovanni Carestini und Anna Maria Strada singen die Hauptrollen bei der Uraufführung am King’s Theatre.
- 00. Dezember: Eine rivalisierende Operngesellschaft eröffnet die Opera of the Nobility (die sogenannte Adelsoper) im Lincoln’s Inn Fields Theatre, mit Nicola Antonio Porpora als Komponisten. Zuvor hat diese Gesellschaft fast Händels gesamtes Sängerensemble einschließlich Senesino abgeworben. Da es in London keinen Markt für zwei konkurrierende Opernhäuser gibt, kommt es zu einem ruinösen Wettbewerb. Die Situation verschärft sich noch dadurch, dass zum Ende der Saison Händels Mietvertrag ausläuft und Johann Jacob Heidegger das King’s Theatre an die Adelsoper vermietet. Dazu gelingt es der Adelsoper noch, den berühmten italienischen Kastraten Farinelli zu engagieren.
- Der erste veröffentlichte Druck der Wassermusik von Georg Friedrich Händel erscheint 1733/1734 unter dem Titel „THE CELERBRATED WATER MUSICK IN SEVEN PARTS“, ediert von J. Walsh.
- Georg Friedrich Händel gibt 1733 unter dem Titel Suites de Pièces pour le Clavecin seine zweite Sammlung mit neun Suiten für Cembalo heraus. Die erste Sammlung dieser Veröffentlichungen war 1720 erschienen.

### Domenico Scarlatti
- Domenico Scarlatti ist der portugiesischen Prinzessin Maria Bárbara de Bragança, die er am Hofe des frommen und verschwendungssüchtigen Königs Johann V. in Lissabon kennengelernt und als Musiklehrer unterrichtet hatte, nach deren Heirat mit dem spanischen Thronfolger Don Fernando von Asturien (ab 1746 König Ferdinand VI.) nach Spanien gefolgt. Seit Oktober 1730 (und bis zum 16. Mai 1733) ist die Alcázares Reales in Sevilla seine feste Residenz und Wirkungsstätte. Danach zieht der Hof nach Norden in die Umgebung von Madrid, wo er je nach Jahreszeit abwechselnd in den Schlössern Buen Retiro, El Pardo, Aranjuez, La Granja und El Escorial weilt.

### Georg Philipp Telemann
- Georg Philipp Telemann ist seit 1721 Cantor Johannei und Director Musices der Stadt Hamburg, eines der angesehensten musikalischen Ämter Deutschlands. In diesem Amt verpflichtet sich Telemann zur Komposition von zwei Kantaten wöchentlich und einer Passion pro Jahr, in späteren Jahren greift er allerdings bei seinen Kantaten auf frühere Werke zurück. Daneben komponiert er zahlreiche Musiken für private und öffentliche Anlässe, etwa für Gedenktage und Hochzeiten.
- Außerdem hat Telemann für ein Jahresgehalt von 300 Talern die Leitung der Hamburgischen Oper am Gänsemarkt übernommen, baut das bereits 1660 von Matthias Weckmann gegründete, aber mittlerweile nicht mehr konzertierende Collegium musicum neu auf und übernimmt zusätzlich eine Stelle als Kapellmeister von Haus aus für den Hof des Markgrafen von Bayreuth. Dorthin liefert er von Zeit zu Zeit Instrumentalmusik sowie eine Oper jährlich.
- Georg Philipp Telemann veröffentlicht seine Tafelmusik, eine Sammlung von Instrumentalwerken. Der Originaltitel lautet Musique de table. Das Werk ist eine der bekanntesten Kompositionen Telemanns und gilt als Höhepunkt und gleichzeitig eines der letzten Beispiele höfischer Tafelmusik.
- Für August den Starken schreibt Telemann die Trauermusik Unsterblicher Nachruhm Friederich Augusts (fälschlich auch Serenata eroica genannt), für den Hamburger Bürgermeister Garlieb Sillem die Trauermusik Schwanengesang.
- Telemann veröffentlicht seine Musiksammlung Singe- Spiel- und Generalbassübung, die zu seiner Zeit große Bekanntheit erfährt.
- Auch plant er 1733 eine musiktheoretische Abhandlung über das Rezitativ. Diese ist jedoch nicht überliefert, sodass davon ausgegangen werden muss, dass sie entweder verlorenging oder von Telemann wieder verworfen wurde.

### Antonio Vivaldi
- Antonio Vivaldi ist seit 1726 musikalischer Leiter des Teatro Sant’Angelo in seiner Heimatstadt Venedig. Dort wird er sowohl als Komponist als auch als Geigenvirtuose zur lebenden Legende und zum „Wallfahrtsziel“ für viele Musiker aus ganz Europa.

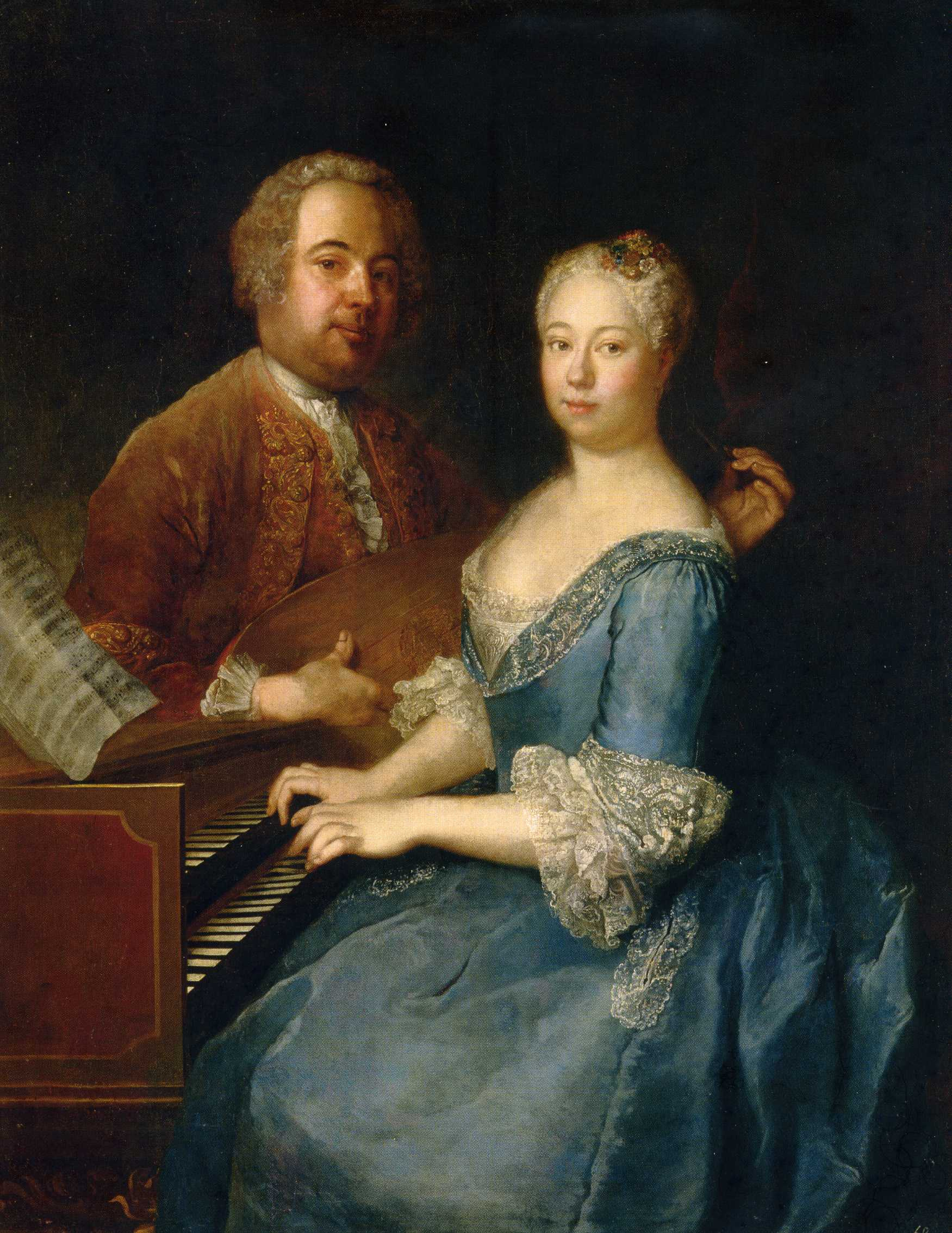
Carl Heinrich Graun mit seiner Frau Anna Luise, Gemälde von Antoine Pesne (etwa 1733)

### Weitere biografische Ereignisse
- Wilhelm Friedemann Bach wird Organist an der Sophienkirche in Dresden. Hier gehört Johann Gottlieb Goldberg zu seinen Schülern, und er pflegt die Bekanntschaft mit Dresdner Hofmusikern wie Johann Adolph Hasse, Johann Georg Pisendel und Silvius Leopold Weiss.
- Giovanni Bononcini geht, gezwungen durch eine Plagiatsaffaire, von London nach Paris und komponiert hier für das „Concert spirituel“.
- Pietro Gnocchi, der seit 1723 Kapellmeister am Dom von Brescia ist, wird auch Organist des Domes.
- Carl Heinrich Graun komponiert für die Hochzeitsfeierlichkeiten des preußischen Kronprinzen Friedrich und der bevernschen Prinzessin Elisabeth Christine die Oper Lo Specchio della Fedelta, die im Jahre 1733 in Salzdahlum ihre Uraufführung hat. Von der Oper ist der Kronprinz so begeistert, dass er den Wunsch äußert, Herzog Ludwig Rudolf möge ihm gestatten, den Komponisten an seinen Hof in Rheinsberg zu verpflichten. Tatsächlich wird er 1735 gemeinsam mit seinem Bruder – dem Konzertmeister und Komponisten Johann Gottlieb Graun – als Vizekapellmeister in die Kapelle des preußischen Kronprinzen und späteren Königs Friedrich des Großen eintreten.
- Johann Adolph Hasse, dem der im Februar 1933 verstorbene König August der Starke den Titel eines „Königlich Polnischen und Kurfürstlich Sächsischen Kapellmeisters“ verliehen hat, tritt seinen Dienst in Dresden offiziell am 1. Dezember 1733 unter dem neuen Herrscher August III. an. Bis dahin reisen Hasse und Faustina Bordoni durch Italien und mehren ihren Ruhm mit gemeinsamen Opernauftritten.
- Georg Friedrich Kauffmann gibt ab 1733 auf Subskriptionsbasis die Harmonische Seelenlust heraus, die erste gedruckte Sammlung von Choralvorspielen für Orgel seit Samuel Scheidts Tabulatura Nova (1624). Diese Sammlung wird sämtliche Choralbearbeitungen Kauffmanns enthalten, jedoch stirbt dieser, bevor die Ausgabe komplett erschienen ist, an Schwindsucht und seine Witwe führt die Veröffentlichung bis zum Jahre 1736 fort. Insgesamt finden sich in der Harmonischen Seelenlust 66 Generalbass-Choräle und 98 Choralvorspiele.
- Jean-Marie Leclair wird „Ordinaire de la musique du roi“ am Hofe Ludwigs XV., dem er zum Dank sein op. 2 widmet. Er wird diese Position bis 1737 ausüben. Außerdem gibt er bis 1737 zahlreiche öffentliche Konzerte bei den Concerts spirituels.
- Carl Theodorus Pachelbel, der 1730 nach Nordamerika ausgewandert ist und zunächst in Boston lebt, wird als erster Organist an die Trinity Church in Newport berufen, nachdem er zuvor an der Aufstellung der neuen, aus England stammenden Orgel beteiligt war. Er wirkt hier bis 1735.
- Giovanni Battista Pergolesi komponiert zum Geburtstag der Kaiserin am 28. August 1733 die Oper Il prigionier superbo mit der als Zwischenspiel aufgeführten Farce La serva padrona, die, von der Hauptoper losgelöst, bald überall nachgespielt und zum ersten Repertoirestück des Musiktheaters wird.
- Nicola Antonio Porpora folgt einer Einladung nach London, um die künstlerische Leitung der neu gegründeten und vom Prince of Wales protegierten Opera of the Nobility zu übernehmen, die mit dem von König Georg II. unterstützten Opernunternehmen Georg Friedrich Händels konkurriert. Gleich mit seinem ersten Werk für dieses Unternehmen gelingt Porpora ein geschickter Schachzug. Nachdem bekannt geworden ist, dass Händels für die Spielzeit 1733/1734 geplante Oper Arianna in Creta auf der Bearbeitung eines Librettos von Pietro Pariati (Arianna e Teseo) basiert, das Porpora früher selbst bereits vertont hat, dichtet Paolo Antonio Rolli sogleich eine Fortsetzung. Die neue Oper Arianna in Nasso eröffnet am 29. Dezember 1733 die Saison am Lincoln’s Inn Fields Theatre, vier Wochen bevor Händel am 26. Januar 1734 am Haymarket Theatre seine Ariadne präsentieren kann.
- Jean-Philippe Rameau gelingt es nach mehreren Misserfolgen sein erstes szenisches Werk aufzuführen, das Operndrama Hippolyte et Aricie nach Jean Racines Tragödie Phèdre. Dieses Werk steht in der Tradition von Jean-Baptiste Lully, aber es übertrifft bei weitem den bisher gewohnten musikalischen Reichtum. Ein Zeitgenosse meint, „diese Oper enthält genügend Musik, um daraus zehn zu schaffen“.
- Jan Dismas Zelenka, der sich nach dem Tod des Dresdner Kapellmeisters Johann David Heinichen 1729, den er während dessen Krankheit bereits vertreten hat, bei Kurfürst Friedrich August II. um dessen Nachfolge beworben hatte, unterliegt Johann Adolf Hasse. 1733 wird er lediglich zum Hofkomponisten und 1735 zum „Kirchen-Compositeur“ ernannt und er bleibt, mit Ausnahme gelegentlicher Reisen nach Prag, bis zu seinem Tod im Jahr 1745 in Dresden.

### Gründungen
- 15. Juni: Mit Billigung des britischen Kronprinzen Friedrich Ludwig von Hannover treffen sich mehrere adlige Herren, um in offener Opposition zu Händel eine neue Operntruppe, die sogenannte Opera of the Nobility, zu gründen, deren künstlerische Leitung Nicola Antonio Porpora übernimmt. Friedrich trägt damit den politischen Streit mit seinem Vater George II., einem Unterstützer Händels, in die Londoner Musikszene. Ein großer Teil von Händels Sängern, unter ihnen Senesino, Antonio Montagnana, Francesca Bertolli und Celeste Gismondi, schließen sich der neuen Operntruppe an, nur Anna Maria Strada hält Händel die Treue.
- 29. Dezember: Die Opera of the Nobility eröffnet ihre Saison am Lincoln’s Inn Fields Theatre mit der Oper Arianna in Nasso von Nicola Antonio Porpora auf das Libretto von Paolo Antonio Rolli.

### Uraufführungen

#### Bühnenwerke

##### Oper
- 27. Januar: Die Uraufführung der Oper Sancio Panza governatore dell'isola Barattaria von Antonio Caldara findet am Teatrino di corte in Wien statt.
- 27. Januar: Georg Friedrich Händels Oper Orlando hat ihre Uraufführung am King’s Theatre am Haymarket in London. Das Libretto, dessen Urheber unbekannt ist, basiert auf dem Epos Orlando furioso von Ludovico Ariosto. Die Hauptrollen singen Senesino, Anna Maria Strada, Francesca Bertolli und Antonio Montagnana. Das Werk ist ein Erfolg, wird aber nach zehn Aufführungen abgesetzt und bis ins 20. Jahrhundert nicht mehr gespielt.
- 30. Januar: Das Dramma per musica in drei Akten Adriano in Siria von Geminiano Giacomelli auf das Libretto von Pietro Metastasio wird im Teatro San Giovanni Crisostomo in Venedig uraufgeführt.
- Karneval: Das Dramma comico in drei Akten La pazienza di Socrate von Francisco António de Almeida auf das Libretto von Nicolò Minato wird im Ribeira Palast in Lissabon uraufgeführt.
- Karneval: Das Dramma per musica in drei Akten L’Issipile von Nicola Antonio Porpora auf ein Libretto von Pietro Metastasio wird im Palazzo Rucellai in Rom erstmals aufgeführt.
- 12. März: Giuseppe riconosciuto, das Libretto zu einer azione sacra in zwei Teilen von Pietro Metastasio wird in der Vertonung von Giuseppe Porsile in der Hofburgkapelle in Wien erstmals uraufgeführt. Charles Burney zufolge bezeichnet Johann Adolph Hasse die Musik dieses Werks als die beste, die er je gehört hat.
- 08. April: Das Pasticcio La caccia in Etolia oder Die Jagd in Jetolien von Geminiano Giacomelli wird im Theater am Kärntnertor in Wien erstmals aufgeführt.
- April: Das Dramma per musica in drei Akten Il Tigrane von Geminiano Giacomelli auf das Libretto von Pietro Antonio Bernardoni wird im Teatro Ducale in Piacenza uraufgeführt.
- 02. Mai: Die Oper Siroe, re di Persia von Johann Adolf Hasse auf das Libretto von Pietro Metastasio wird im Teatro Malvezzi in Bologna uraufgeführt.
- 28. August: Die Uraufführung der Opera buffa La serva padrona (Die Magd als Herrin) von Giovanni Battista Pergolesi erfolgt am Teatro San Bartolomeo in Neapel. Das Libretto stammt von Gennaro Antonio Federico. Das Werk ist ursprünglich als komisches Intermezzo zwischen die Akte der Opera seria Il prigioner superbo desselben Komponisten eingelegt.
- 30. August: Antonio Caldaras Oper L’Olimpiade auf das Libretto von Pietro Metastasio wird in Wien uraufgeführt. Es ist die erste von mehr als 70 Vertonungen des Librettos von Metastasio.
- 01. Oktober: Jean-Philippe Rameaus erste Oper Hippolyte et Aricie hat ihre Uraufführung an der Académie royale de musique in Paris. Das Libretto stammt von Abbé Simon-Joseph Pellegrin. Das Publikum der Uraufführung ist zweigeteilt in die konservativen Lullysten, welche die Musik von Rameau für zu modern halten, weil sie nicht der Tradition von Jean-Baptiste Lully entspricht, und die sogenannten Ramisten, die Rameaus Vertonung als fantastisch empfinden.
- 30. Oktober: Georg Friedrich Händels Bearbeitung von Leonardo Vincis Oper Semiramide riconosciuta auf das Libretto von Pietro Metastasio wird am King’s Theatre am Londoner Haymarket uraufgeführt. Das Pasticcio, das Händel mit einer nahezu völlig neuen Besetzung aufführen muss, wird ein Flop.
- 04. November: In der Vertonung von Antonio Caldara wird Pietro Metastasios Libretto Demofoonte anlässlich des Namenstages von Kaiser Karl VI. in Wien erstmals aufgeführt.
- 14. November: Im Teatro Sant’Angelo in Venedig findet die Uraufführung der Oper Motezuma von Antonio Vivaldi statt. Es bleibt die einzige nachgewiesene Aufführung. Schon zu Lebzeiten des Komponisten gilt das Werk mit dem Libretto von Girolamo Alvise Giustials verschollen.
- 04. Dezember: Auch Caio Fabbricio, Händels auf Johann Adolf Hasses gleichnamiger Oper basierendem zweiten Pasticcio, ist kein Erfolg beschieden. Giovanni Carestini und Anna Maria Strada singen die Hauptrollen bei der Uraufführung am King’s Theatre.
- 29. Dezember: Die Oper Arianna in Nasso von Nicola Antonio Porpora auf das Libretto von Paolo Antonio Rolli wird am Lincoln’s Inn Fields Theatre uraufgeführt.
- Thomas Arne – Rosamund (Libretto von Joseph Addison)
- Francesco Feo – L’Issipile (Dramma per musica; Libretto von Pietro Metastasio; Uraufführung im Teatro Regio in Turin)
- John Gay – Achilles (Uraufführung im Theatre Royal, Covent Garden)
- Carl Heinrich Graun – Lo specchio della fedeltà (Uraufführung in Salzdahlum)
- Johann Friedrich Lampe – Dione
- Leonardo Leo – Amor vuol sofferenza (Uraufführung in Neapel)
- Jean-Philippe Rameau – Samson (Musik verloren)
- Antonio Vivaldi – Montezuma (Uraufführung in Venedig)[1]

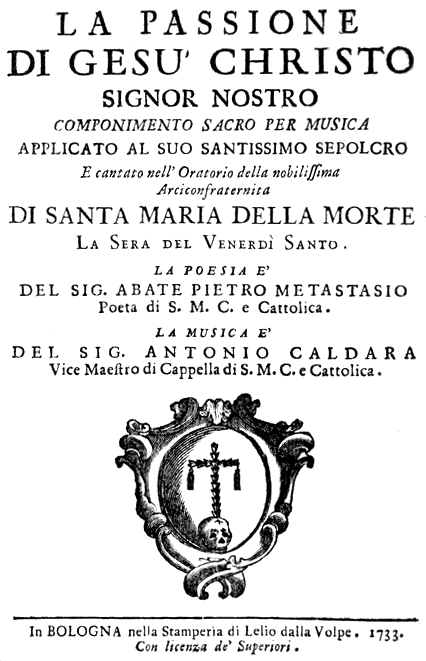
Antonio Caldara – La passione di Gesù Cristo – Titelseite des Librettos – Bologna 1733
Antonio Caldara – L'Olimpiade – Titelseite des Librettos
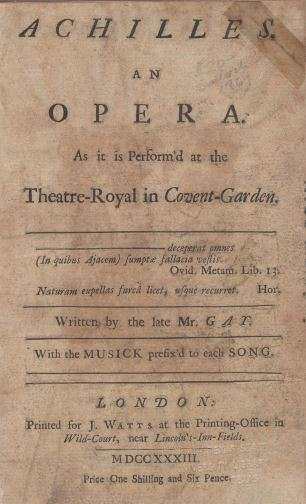
John Gay – Achilles
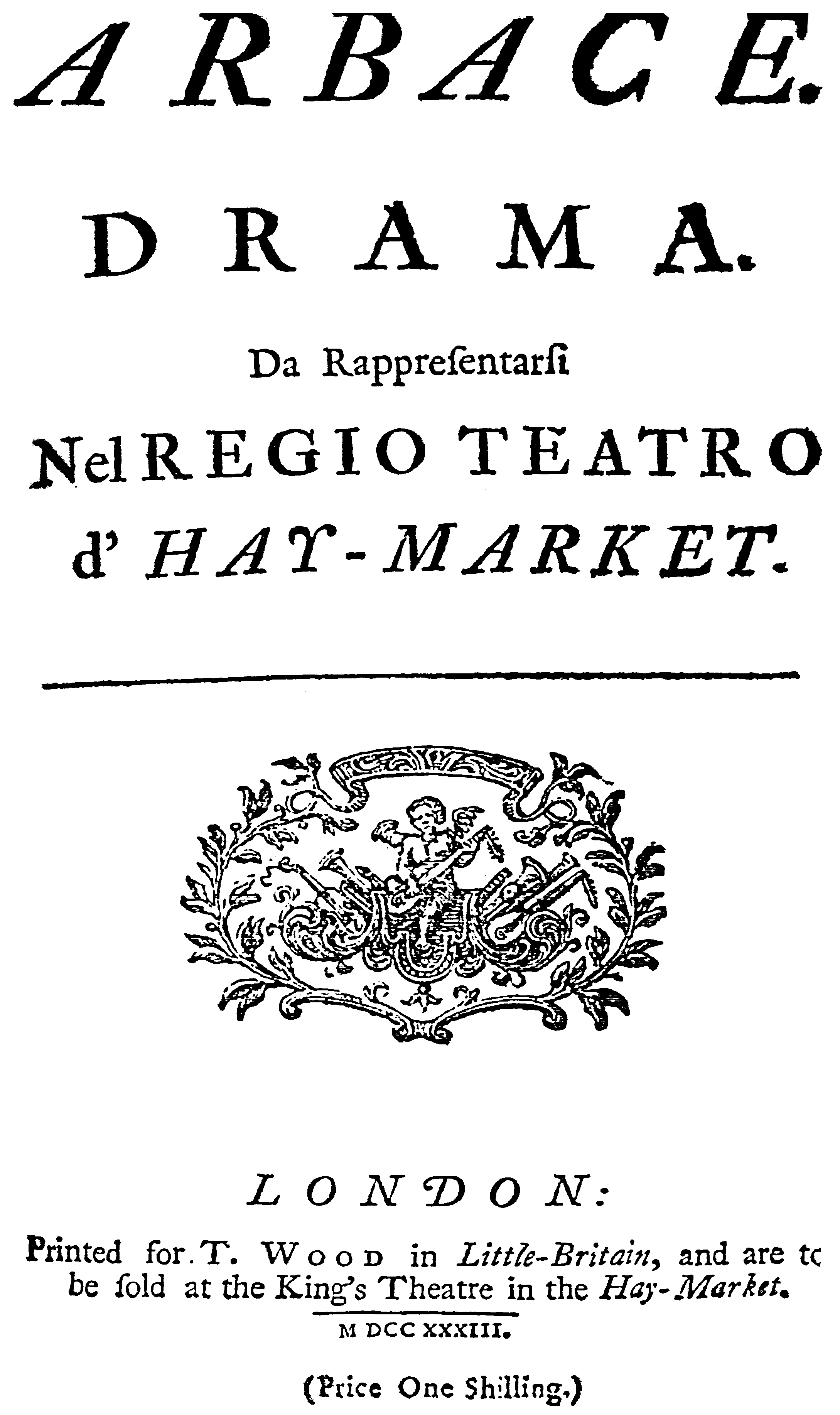
Georg Friedrich Händel – Arbace – Titelseite des Librettos – London 1733
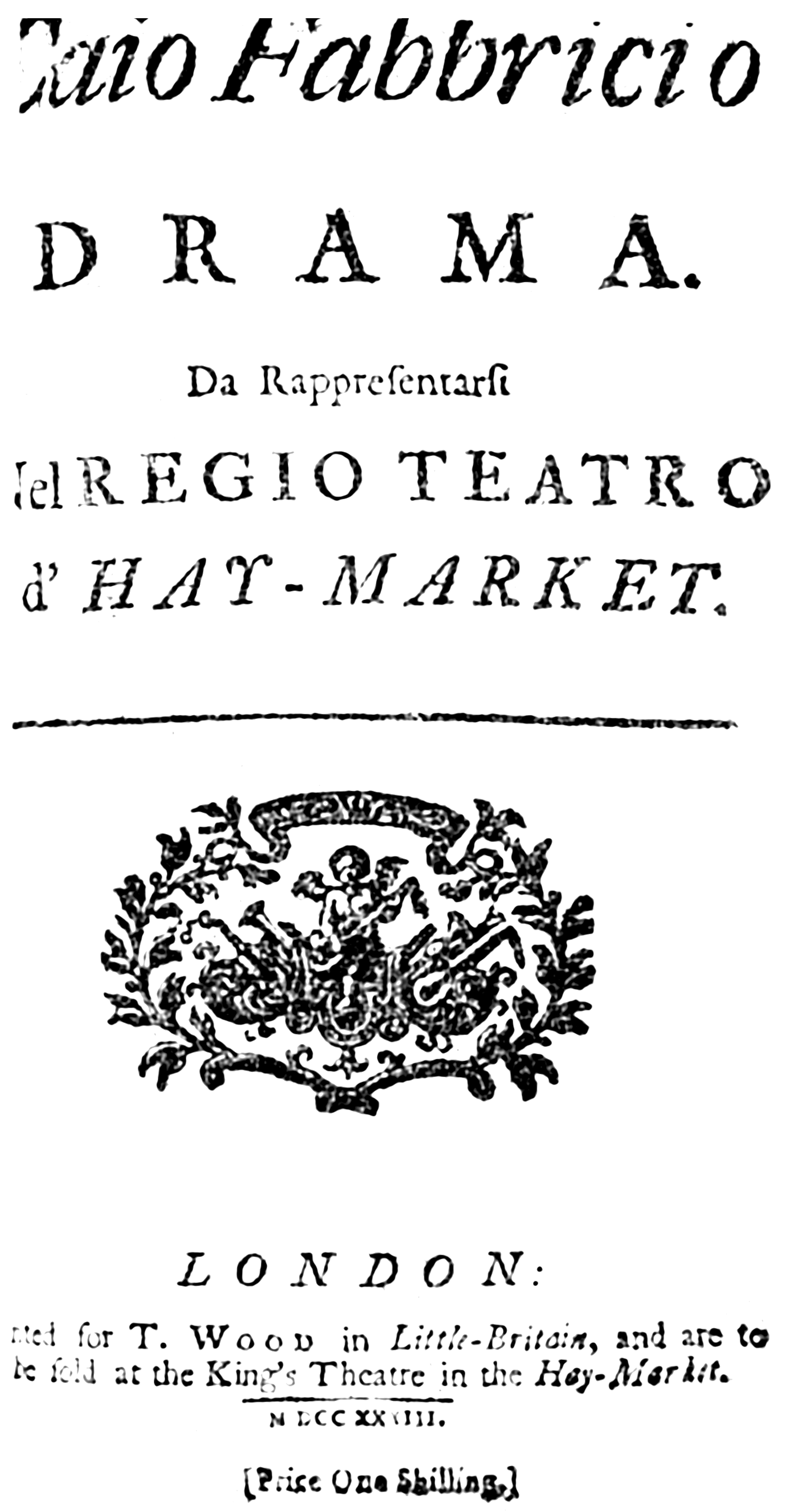
Georg Friedrich Händel – Caio Fabbricio – Titelseite des Librettos – London 1733
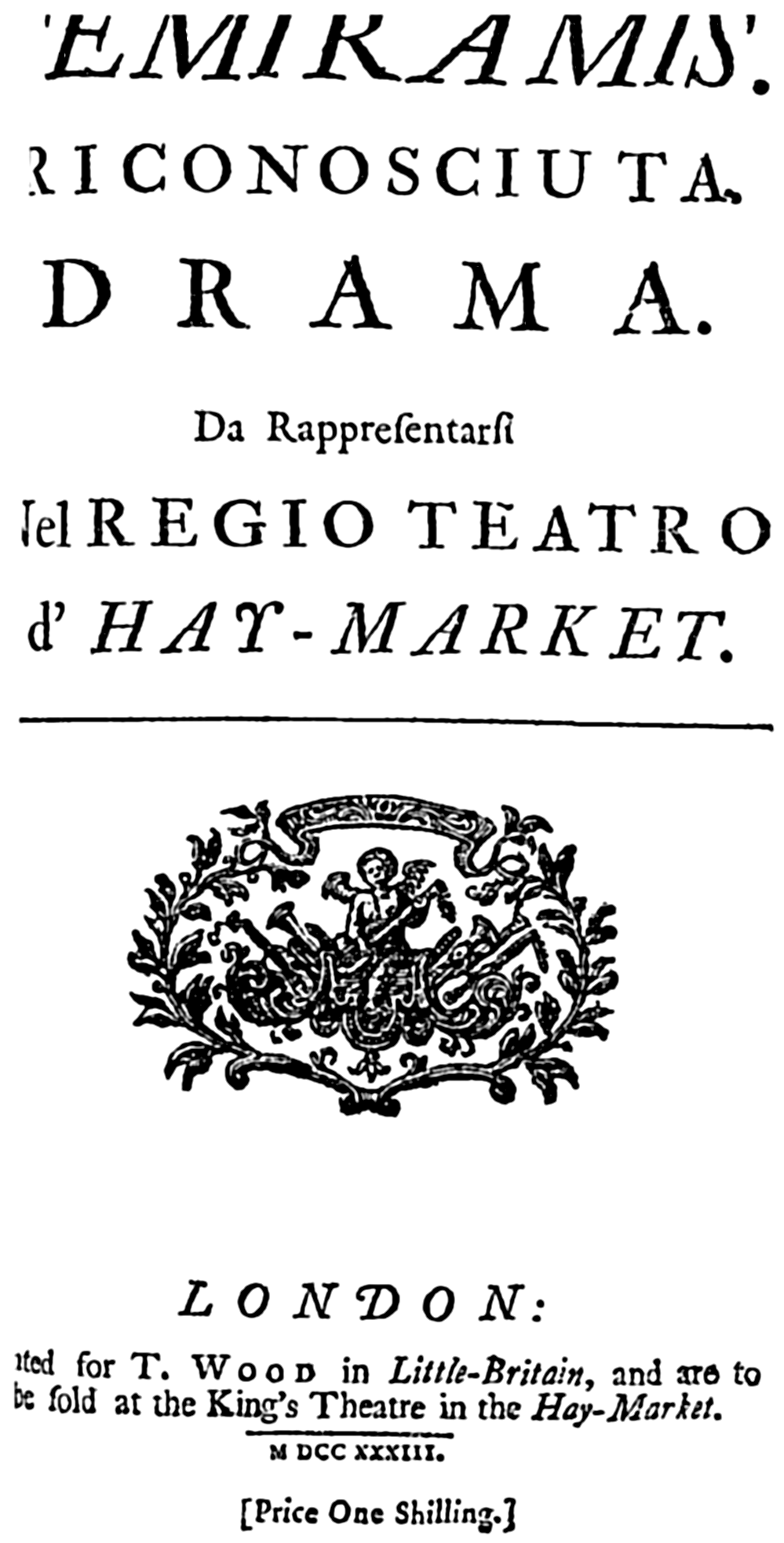
Georg Friedrich Händel – Semiramide riconosciuta – Titelseite des Librettos – London 1733
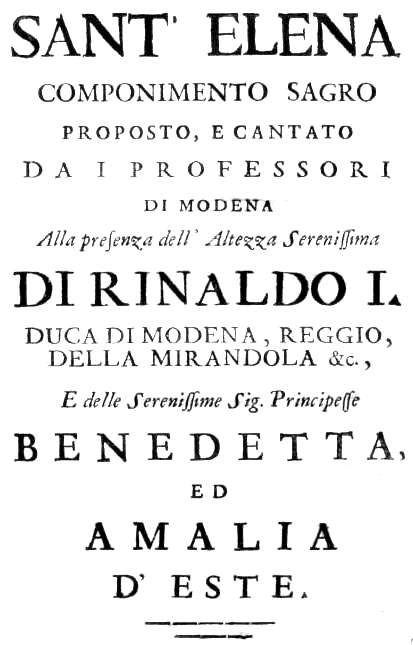
Leonardo Leo – Sant’Elena al Calvario – Titelseite des Librettos – Modena 1733
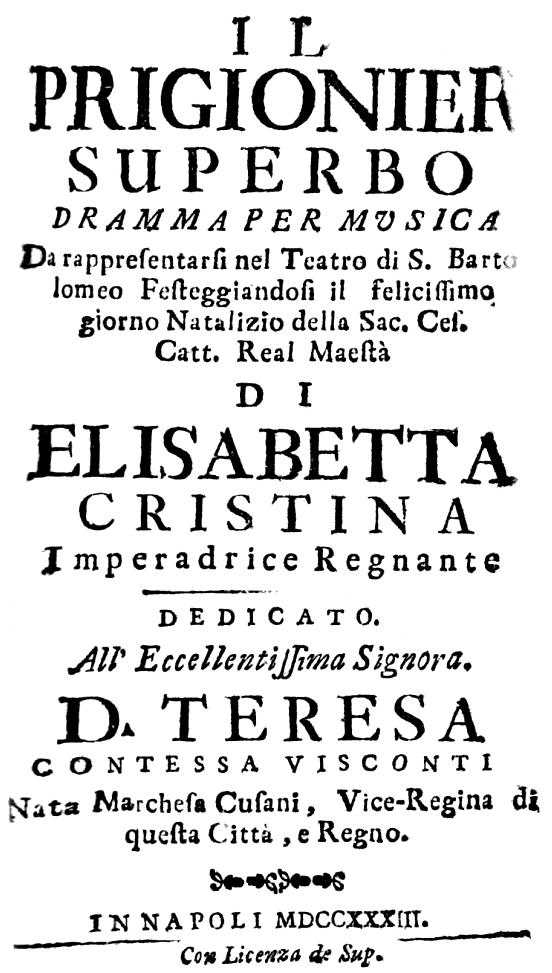
Giovanni Battista Pergolesi – Il prigionier superbo – Titelseite des Librettos – Neapel 1733
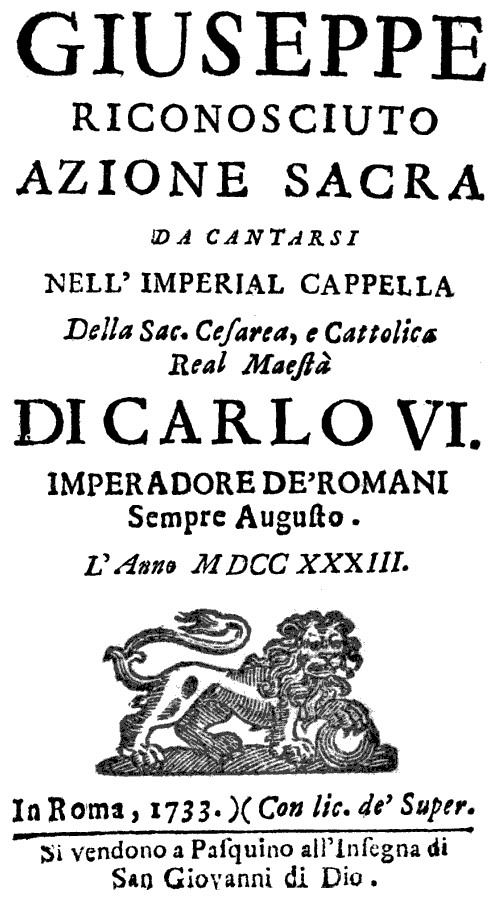
Giuseppe Porsile – Giuseppe riconosciuto – Titelseite des Librettos – Venedig 1733
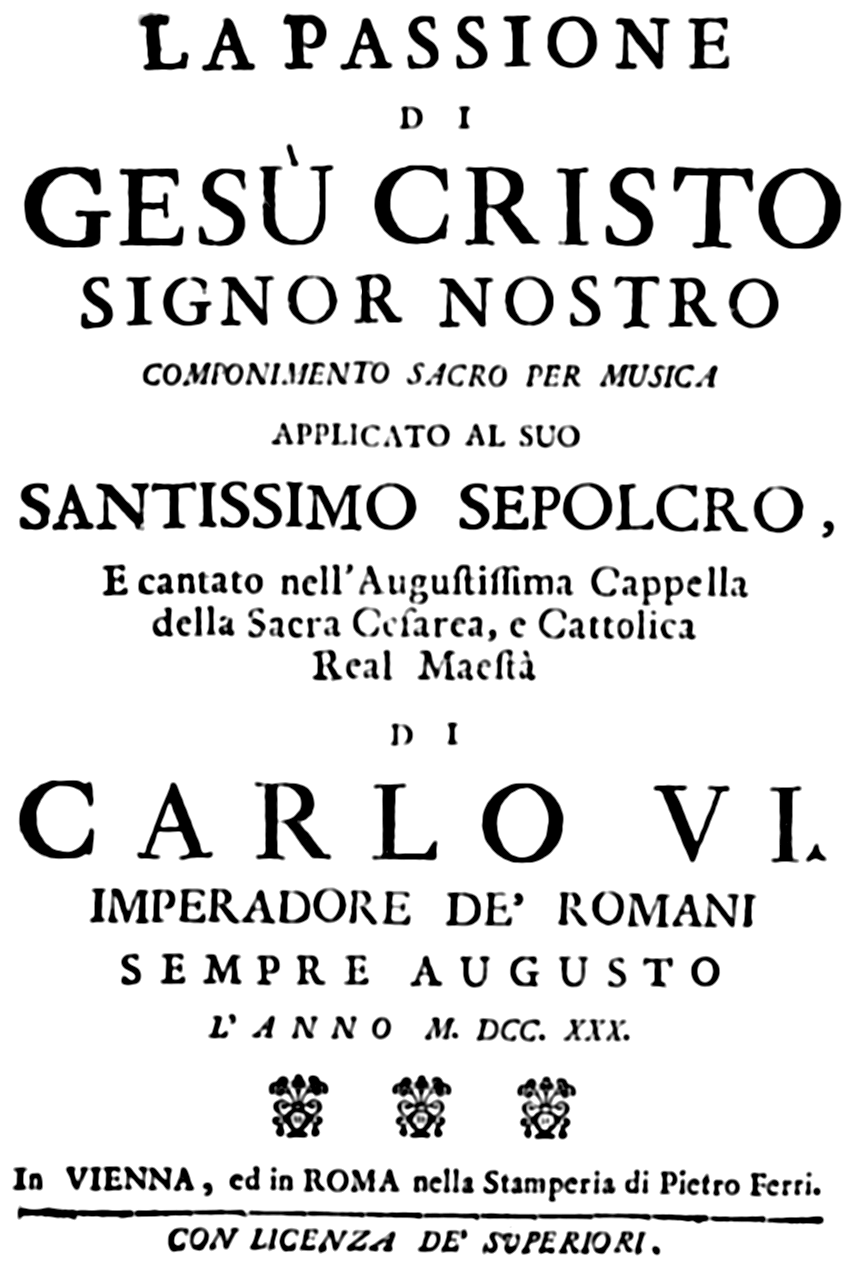
Charles Sodi - La passione - titlepage of the libretto - Montefiascone 1733
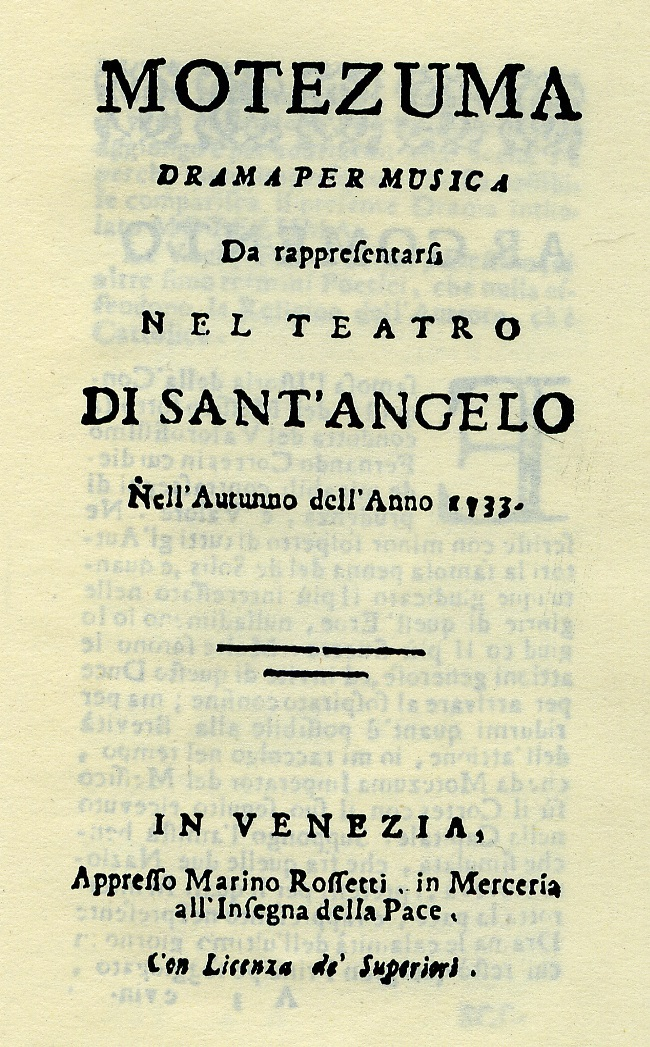
Antonio Vivaldi – Motezuma – Titelseite des Librettos – Venedig 1733
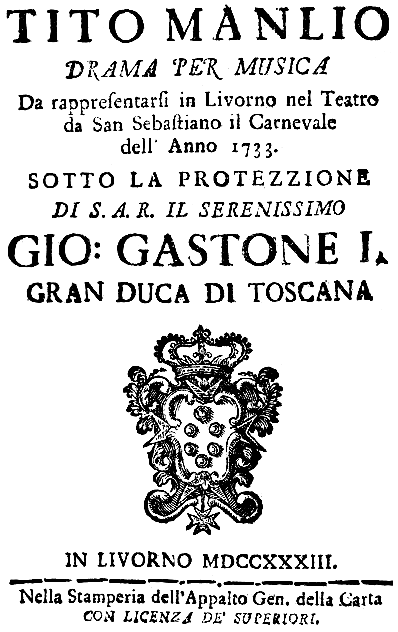
Anonymer Komponist – Tito Manlio – Titelseite des Librettos – Livorno 1733

##### Oratorium
- 21. Februar: Das Oratorium Deborah von Georg Friedrich Händel mit einem Libretto von Samuel Humphreys hat ihre Uraufführung am King’s Theatre am Haymarket in London. Das Werk ist beim Publikum beliebt, jedoch finanziell nur mäßig erfolgreich.
- 10. Juli: Die Uraufführung des Oratoriums Athalia von Georg Friedrich Händel findet am Sheldonian Theatre in Oxford statt. Das Libretto stammt von Samuel Humphreys. Es ist inspiriert von der Tragödie Athalie, die Jean Racine 1691 gedichtet hat.
- Willem de Fesch – Judith
- Benedetto Marcello – Il trionfo della poesia e della musica nel celebrarsi la morte, e la esultazione, e la incoronazione di Maria sempre Vergine Assunta in Cielo (keine Aufführung belegt)
- Georg Philipp Telemann – Du lässest uns durchs Blut (TWV 5:18)[2]

##### Serenata
- Nicola Antonio Porpora – Leudaclo e Tosi, „egloga“ (Libretto von Giuseppe Maria Cati; Uraufführung in Venedig)

### Instrumentalmusik

#### Konzerte
- Jacques Aubert – Suites de concerts de Symphonies op. 13
- Michel Corrette – 6 Concertos Comiques op. 8
- Francesco Geminiani – Concerti grossi op. 3 (London)
- Pietro Locatelli – L'Arte del violino op. 3 (12 Concerti, Amsterdam)

#### Kammermusik
- Jacques Aubert – „Les amuzettes“ für Drehleiern, Musettes, Violinen und Oboen op. 14
- Georg Philipp Telemann
  - Tafelmusik (Hamburg)
  - 6 Quatuors ou Trios (Hamburg)
  - Quartett A-Dur (TWV 43:A2)
  - Quartett a-Moll (TWV 43:a1)
  - Quartett D-Dur (TWV 43:D2)
  - Quartett E-Dur (TWV 43:E1)
  - Quartett e-Moll (TWV 43:e3)
  - Quartett G-Dur (TWV 43:G3)[2]

#### Fagott
- Johann Ernst Galliard – 6 Sonatas for the Bassoon or Violoncello with a thorough Bass for the Harpsichord (bei John Walsh, London)

#### Flöte

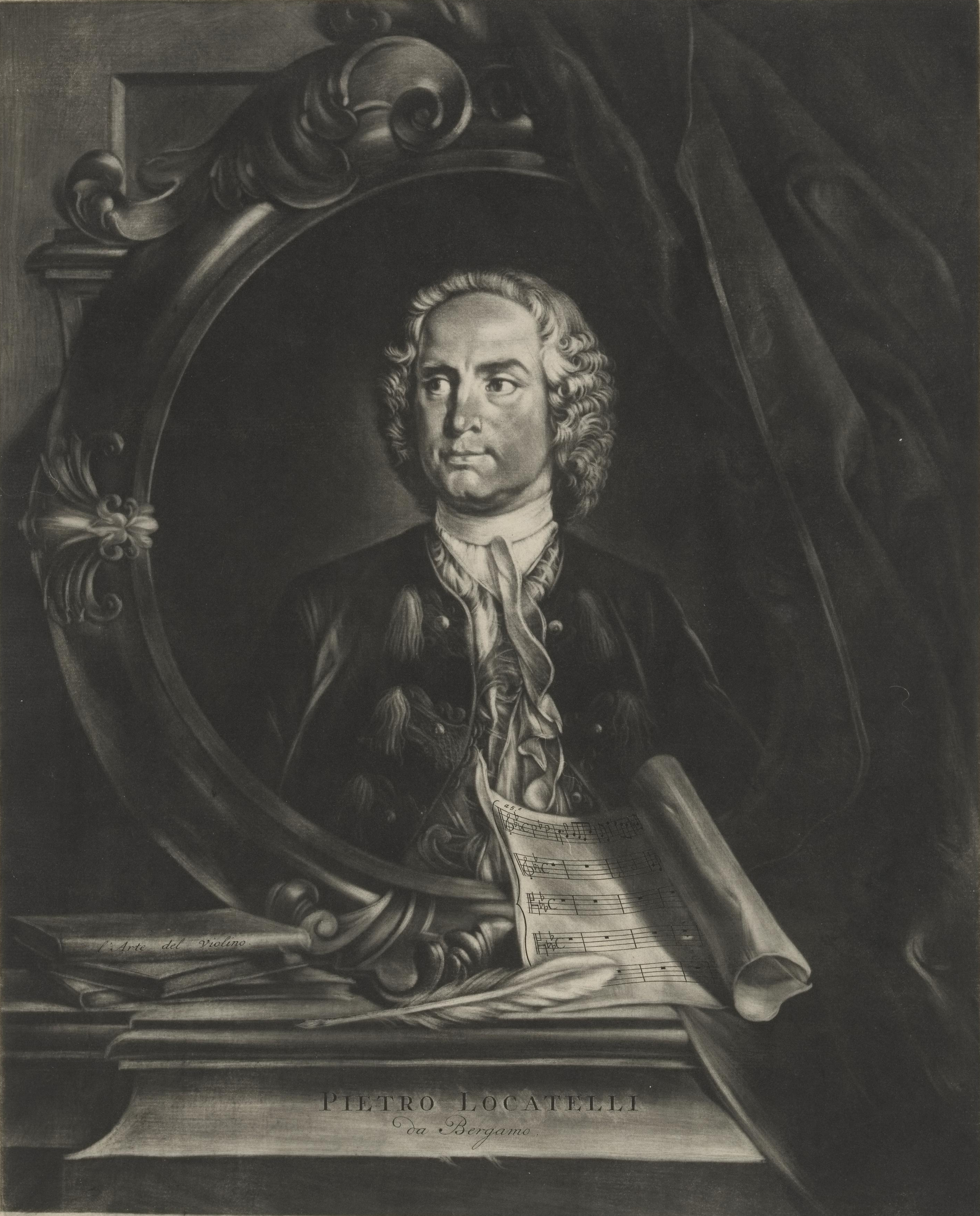
Pietro Locatelli, um 1733

- Joseph Bodin de Boismortier – 6 Sonates pour la flûte traversiere avec la basse, op. 44 (Paris)
- Willem de Fesch – 10 Sonaten für 2 Traversflöten oder 2 Violinen und B. c., op. 7 (Selbstverlag London 1733)
- Georg Philipp Telemann – 12 fantaisies à traversière sans basse, (TWV 40:2–13; Hamburg)
- Alexandre de Villeneuve
  - Conversations en manière de sonates, solo sonatas, op. 1 (Paris)
  - Conversations en manière de sonates, trio sonatas, op. 2 (Paris)

#### Violine
- Willem de Fesch – 6 Sonaten für Violine und B. c., op. 8
- Georg Friedrich Händel – Trio Sonatas, op. 2 (HWV 386–394)
- Pietro Locatelli – L'arte del violino: XII concerti, cioè violino solo, con XXIV capricci ad libitum, op. 3 (Amsterdam)

#### Violoncello
- Willem de Fesch – 6 Cello Sonatas, op. 8b

### Tastenmusik

#### Cembalo
- Carl Philipp Emanuel Bach – Cembalokonzert in a-Moll (H.403)
- Johann Sebastian Bach – Ouvertüre nach Französischer Art (BWV 831)[3]
- Maurice Greene – Choice Lessons für Cembalo (London, 1733)
- Georg Friedrich Händel
  - Suites de Pièces, HWV 434–442
    - Cembalosuite Nr. 1 (HWV 434)
    - Cembalosuite Nr. 2 (HWV 435)
    - Cembalosuite Nr. 3 (HWV 436)
    - Cembalosuite Nr. 4 (HWV 437)
    - Cembalosuite Nr. 5 (HWV 438)
    - Cembalosuite Nr. 6 (HWV 439)
    - Cembalosuite Nr. 7 (HWV 440)
    - Cembalosuite Nr. 8 (HWV 441)
    - Cembalosuite Nr. 9 (HWV 442)[4]

### Vokalmusik

#### Geistlich
- Johann Sebastian Bach
  - Missa in h-Moll (BWV 232 I)
- Paolo Benedetto Bellinzani – 3 Magnificat a 4 Voci
- Giovanni Bononcini – Laudate pueri (für 5 Vokalstimmen und Orchester)
- Christoph Graupner – Lass dein Ohr auf Weisheit (GWV 1138/33)
- Georg Philipp Telemann – Ach wie nichtig ach wie flüchtig (TWV 4:6)
- Jan Dismas Zelenka
  - Missa Eucharistica, D-Dur (ZWV 15)
  - Missa Purificationis, D-Dur (ZWV 16)
  - Requiem (ZWV 46)

#### Weltlich
- Johann Sebastian Bach
  - Kantate Laßt uns sorgen, laßt uns wachen (BWV 213)
  - Kantate Tönet, ihr Pauken! Erschallet, Trompeten! (BWV 214)
  - Kantate Frohes Volk, vergnügte Sachsen (BWV Anh. 12)
- Paolo Benedetto Bellinzani – Madrigali a due, a tre, quattro, e cinque voci, op. 6
- Joseph Bodin de Boismortier – Kantate Ixion
- Georg Friedrich Kauffmann – Harmonische Seelenlust
- Jan Dismas Zelenka
  - Barbara dira effera (ZWV 164)
  - 8 Italian Arias (ZWV 176)

### Populärmusik
- William Thomson – Orpheus caledonius: or, A collection of Scots songs

### Lehrwerke
- Georg Philipp Telemann – Singe-, Spiel- und Generalbassübungen (TWV 25:39–85; Hamburg)
- Alexandre de Villeneuve – Nouvelle méthode pour apprendre la musique

### Instrumentenbau
- Andreas Silbermann
  - stellt die Orgel in St. Peter und Paul in Rosheim fertig.
- Antonio Stradivari
  - fertigt die Violinen Des Rosiers, Rode und Khevenhüller ex Menuhin.

## Geboren

### Geburtsdatum gesichert
- 02. Januar: Johann Andreas Agthe, deutscher Organist († 1806)
- 03. Januar: Josina van Aerssen, niederländische Komponistin († 1797)
- 17. Januar: Thomas Linley, englischer Musiker und Bühnenkomponist († 1795)
- 02. April: Giacomo Tritto, italienischer Komponist und Musiklehrer († 1824)
- 07. Mai: Joseph Patrat, französischer Librettist und Schauspieler († 1801)
- 00. August: Johann Gottfried Malleck, österreichischer Orgelbauer († 1798)
- 05. September: Christoph Martin Wieland, deutscher Dichter, Übersetzer, Herausgeber und Librettist († 1813)
- 22. September (getauft): Anton Fils, deutscher Komponist († 1760)
- 29. Oktober: Gottfried van Swieten, Diplomat und Förderer mehrerer Komponisten klassischer Musik († 1803)

### Genaues Geburtsdatum unbekannt
- Anna Lucia De Amicis, italienische Sopranistin († 1816)
- Ann Street Barry, englische Sängerin, Tänzerin und Bühnenschauspielerin († 1801)

### Geboren um 1733
- Johann Christian Fischer, deutscher Komponist und Oboist († 1800)
- Georges Küttinger, französischer Orgel- und Klavierbauer († 1783)

## Gestorben

### Todesdatum gesichert

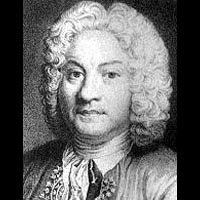
Francois Couperin; † 11. September

- 26. Februar: Johann Adam Birckenstock, deutscher Violinist und Komponist (* 1687)
- 30. März: Paris Francesco Alghisi, italienischer Komponist, Organist und Kapellmeister (* 1666)
- 18. Mai: Georg Böhm, deutscher Komponist (* 1661)
- 02. Juni: Christian Petzold, deutscher Organist und Komponist (* 1677)
- 02. Juli: Johann Christoph Kridel, Organist, Musikpädagoge, Dichter und Komponist (* 1672)
- 24. August: Jean-Baptiste Moreau, französischer Komponist (* 1656)
- 11. September: François Couperin, französischer Organist und Komponist (* 1668)
- 25. September: Georg Motz, deutscher Organist, Kantor und Kirchenmusiker (* 1653)
- 14. Oktober: Pietro Pariati, italienischer Dichter und Librettist (* 1665)

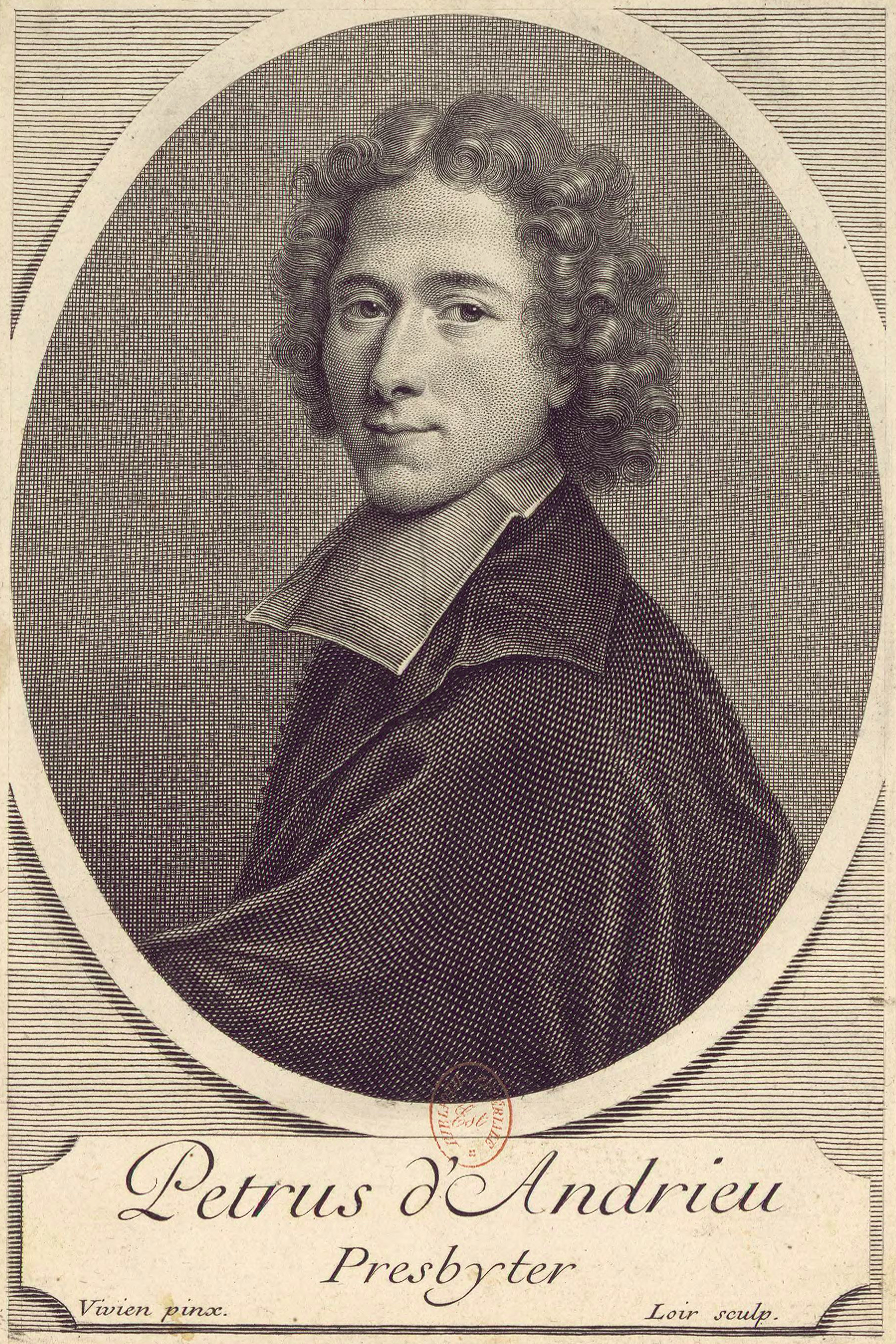
Pierre Dandrieu; † 20. Oktober

- 20. Oktober: Pierre Dandrieu, französischer Priester, Organist und Komponist (* 1664)
- 26. Oktober: Antonio Veracini, italienischer Violinist und Komponist (* 1659)
- 23. November: Michelangelo Faggioli, italienischer Jurist und Komponist (* 1666)

### Genaues Todesdatum unbekannt
- Johannes Martinus, Schweizer Theologe, Liederdichter und -sammler (* 1644)
- Francesco Paolo Masullo, italienischer Sänger und Kapellmeister (* 1679)

### Gestorben vor 1733
- Gaspard Corrette, französischer Komponist und Organist (* um 1671)

### Gestorben nach 1733
- Pierre-César Abeille, französischer Komponist (* 1674)
- Johann Gottfried Vogler, deutscher Komponist, Kantor, Organist und Violinist (* 1691)